# Charles Walder Grinstead
Charles Walder Grinstead (* 1. Dezember 1860 in East Teignmouth, Grafschaft Devon; † 16. März 1930 in Nikenbah, Hervey Bay, Bundesstaat Queensland, Australien) war ein englischer Tennisspieler.

## Leben
Grinstead wurde 1860 als Sohn des Pfarrers Charles G. Grinstead und seiner Frau Sarah A. Stanley geboren. In den Jahren 1883 und 1884 nahm er an den Wimbledon Championships teil. 1884 erreichte er dabei das All-Comers-Finale, das er gegen Herbert Lawford in vier Sätzen verlor.
Im Frühjahr 1885 wanderte Grinstead zunächst in die kanadische Provinz Ontario aus. Nach neun Monaten begab er sich weiter in den US-Bundesstaat Idaho und betätigte sich als Kaufmann. Im September 1892 heiratete er Gertrude Cline. 1899 ließ er sich als Farmer im County Nez Perce nieder und kaufte 130 Acres Land.
Er starb 1930 in Nikenbah und wurde auf dem Friedhof von Hervey Bay begraben.